# Jiří Trnka
Jiří Trnka (jir-schi trn-ka; * 24. Februar 1912 in Pilsen-Petrohrad, Österreich-Ungarn; † 30. Dezember 1969 in Prag) war tschechischer bildender Künstler, Illustrator, Drehbuchautor und Regisseur animierter Filme.

## Leben und Werk

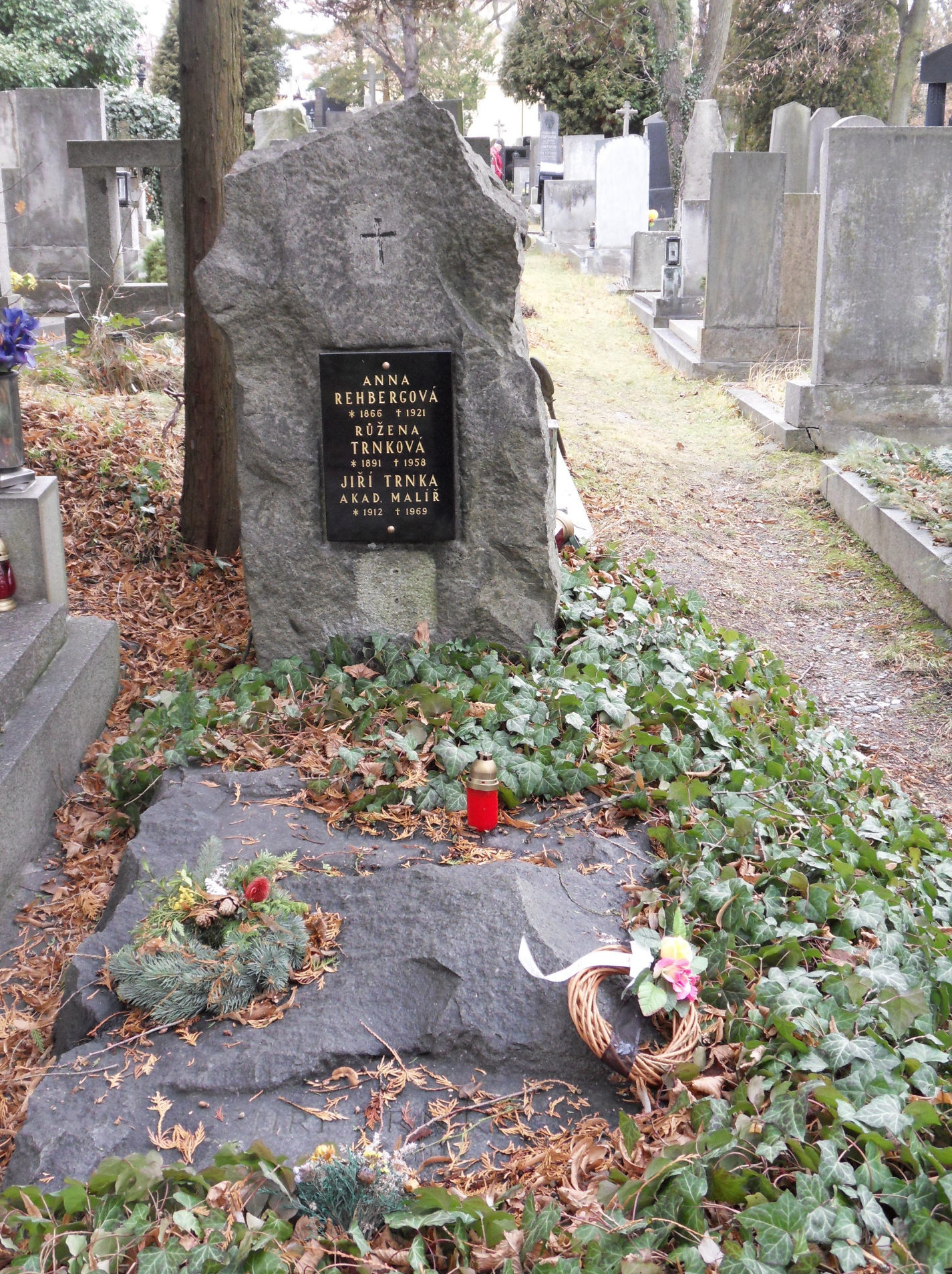
Grab von Jiří Trnka am Zentralfriedhof in Pilsen

Der Vater Trnkas betrieb eine Klempnerei, die aber kaum noch Gewinn einbrachte. Trnkas Großmutter fertigte in Heimarbeit Puppen und Spielpferdchen und bemalte Töpfe, um etwas Geld zu verdienen. Seine Mutter, die Schneiderin war, nähte ihm aus Stoffresten sein erstes Spielzeug, und bald begann der kleine Junge selbst welches herzustellen. In der ersten Klasse der Realschule erkannte sein Zeichenlehrer Josef Skupa (1892–1957) Trnkas bildnerisches Talent und sein Interesse für Puppen, und er gab ihm Aufgaben im Pilsener Theater der Feriensiedlungen, das vom bedeutenden Volks-Puppenspieler Karel Novák geprägt war. Nach der Schulzeit kam Trnka zu einem Zuckerbäcker in die Lehre, aus der er aber schon nach zwei Monaten in eine Schlosserlehre in den Skoda-Werken wechselte. Dann verschafft ihm Skupa eine Stelle in einer Kunsthandlung. In seiner Freizeit malte Trnka Kulissen, entwarf er Bühnenbilder und schnitzte er Puppen für das Puppentheater und zu seinem eigenen Vergnügen.
Auf Zureden Skupas studierte Trnka 1928 bis 1935 an der ungemein traditionsgebundenen Prager Kunstgewerbeschule, vor allem in der grafischen Klasse von Jaroslav Benda (1882–1970). Seinen Lebensunterhalt verdiente er sich als Bühnenbildner und Puppenzeichner und mit Illustrationen für die Kinderbeilage der Zeitung Večer. Das Mittagessen bekam er in der Küche des Wohltätigkeitsvereins České srdce. Im dritten Studienjahr wurde ein Holzschnitt Trnkas zu Goethes Gedicht Der Totentanz auf der Goethe-Ausstellung in Leipzig gezeigt. Nach Studienende lebte Trnka mühsam von Illustrationen für verschiedene Zeitungen. Noch 1935 führte er Regie und schuf das Bühnenbild für die groteske Puppentheater-Revue Der Herr der Meere, die einigen Erfolg hatte. Am 13. September 1936 eröffnete er mit dem Puppenspiel Leuchtkäfer sein eigenes Puppentheater, das Hölzerne Theater. Es konnte sich jedoch finanziell nicht halten und brach 1937 zusammen. Daraufhin machte er die Illustration von Kinderbüchern zu seiner Haupttätigkeit. Seine erste erfolgreiche Arbeit war Mischa Kugelrund im heimatlichen Wald von Josef Menzel (1901–1975). Das Buch mit charakteristisch vereinfachten grotesken Figürchen und lebendiger Buntheit der Farben wurde Weihnachten 1939 die Sensation des Buchmarkts. Als Illustrator zeigte sich Trnka als Puppenspieler.
Vom 29. November 1940 bis 5. Januar 1941 hatte Trnka im Prager Kunstgewerbemuseum seine erste Ausstellung Ein Maler beschenkt die Kinder mit Illustrationen und Puppen. Am 20. Februar 1941 hatte am Prager Nationaltheater Carlo Goldonis Karneval in Venedig Premiere, für die Trnka die Bühnenbilder und Kostüme entworfen hatte. Damit begann Trnkas mehrjährige Zusammenarbeit mit dem Nationaltheater. Trnka betätigte sich auch als freier Maler, u. a. als Porträtist.
Nach der Befreiung des Landes von der deutschen Besetzung wandte sich Trnka der Filmarbeit zu. Am 15. Juni 1945 begann in Prag ein Filmstudio, das schon während der Besatzungszeit als Trickfilmatelier bestand, wieder zu arbeiten. Trnka wurde dessen künstlerischer Leiter und das Studio nannte sich Jiří Trnka a Bratři v triku (Jiří Trnka und die Brüder im Trick) auf. Mit dieser Firma, in der er seine Puppen- und Zeichentrickfilme kreierte, erlangte Trnka Weltruhm. Trnka gehört zu den Begründern des tschechischen animierten Films. Viele sehen in ihm den größten Schöpfer von Puppentrickfilmen überhaupt. Trnkas Erfindungsreichtum sowie die Vielgestaltigkeit und Originalität gaben dem tschechoslowakischen Zeichentrickfilm seine Unverwechselbarkeit und sein international anerkanntes hohes Niveau.
In den letzten Jahren seines Lebens arbeitete Trnka für die Weltausstellung Expo 67 in Montreal, widmete sich wieder der Bildhauerei und den Buchillustrationen.
Trnka erhielt ab 1946 für seine Filmarbeit und als Illustrator ein Vielzahl von nationalen und internationalen Auszeichnungen.

## Rezeption
„Trnka ist nicht nur der Stolz des tschechischen Volkes; meiner bescheidenen Meinung nach kann die ganze Welt auf ihn stolz sein.“
Nâzım Hikmet
1996 bezeichnete die Zeitschrift Newsday Trnka als „second to Chaplin as a film artist because his work inaugurated a new stage in a medium long dominated by Disney“.

## Filmografie (Auswahl)
- 1945: Zasadil dědek řepu
- 1946: Zvířátka a petrovští
- 1946: Pérák a SS
- 1946: Dárek
- 1947: Špalíček
- 1949: Román s basou
- 1949: Čertův mlýn (1949)
- 1949: Das Lied der Prärie (Árie prérie)
- 1950: Prinz Bajaja (Bajaja)
- 1951: O zlaté rybce
- 1953: Dva mrazíci
- 1953: Staré pověsti české
- 1955: Der Kaiser und die Nachtigall (Císařův slavík)
- 1955: Der brave Soldat Schwejk (Dobrý voják Švejk)
- 1959: Ein Sommernachtstraum (Sen noci svatojánské)
- 1962: Vášeň
- 1962: Kybernetická babička
- 1964: Archanděl Gabriel a paní Husa
- 1965: Die Hand (Ruka)